# Kevin Von Erich
Kevin Ross Adkisson (Belleville (Illinois), 15 mei 1957), beter bekend als Kevin Von Erich, is een Amerikaans voormalig professioneel worstelaar. Kevin is de zoon van Fritz Von Erich en had vijf broers, Jack, David, Kerry, Mike en Chris.

## In worstelen
- Finishers
  - Iron Claw

- Signature moves
  - Dropkick
  - Body scissors

- Bijnaam
  - "The Golden Warrior"

## Kampioenschappen en prestaties
- All Japan Pro Wrestling
  - AJPW All Asia Tag Team Championship (1 keer met David Von Erich)

- NWA Big Time Wrestling / World Class Championship Wrestling / World Class Wrestling Association
  - NWA American Heavyweight Championship (5 keer)
  - NWA American Tag Team Championship (4 keer; 1x met David Von Erich, 1x met El Halcon en 2x met Kerry Von Erich)
  - NWA Texas Tag Team Championship (2 keer met David Von Erich)
  - NWA World Six-Man Tag Team Championship (7 keer; 2x met David & Kerry Von Erich, 1x met Fritz Von Erich & Mike Von Erich, 3x met Kerry Von Erich & Mike Von Erich en 1x met Kerry Von Erich & Brian Adias)
  - NWA World Tag Team Championship (1 keer met David Von Erich)
  - WCCW Television Championship (1 keer)
  - WCWA Texas Heavyweight Championship (2 keer)
  - WCWA World Heavyweight Championship (1 keer)
  - WCWA World Six-Man Tag Team Championship (4 keer; 1x met Kerry Von Erich & Lance Von Erich, 1x met Mike Von Erich & Lance Von Erich, 1x met Chris Adams & Steve Simpson en 1x met Kerry Von Erich & Michael Hayes)
  - WCWA World Tag Team Championship (3 keer met Kerry Von Erich)

- NWA Southwest
  - NWA North American Heavyweight Championship (1 keer)

- St. Louis Wrestling Club
  - NWA Missouri Heavyweight Championship (1 keer)

- World Wrestling Entertainment
  - WWE Hall of Fame (Class of 2009)